# سيامك مره صدق
سياماك مرسيدي (بالفارسية: سیامک مره صدق) هو يهودي إيراني من مواليد 1965، ومازال يعيش في الجمهورية الإسلامية الإيرانية مثل كل اليهود الذين يعيشون في إيران والذي يقدر عددهم 25 ألفآ. ويشغل منصب عضو البرلمان الإيراني الذي يتولي شئون طائفته داخل البرلمان الإيراني.